# The Chamber (trilha sonora)
The Chamber é uma trilha sonora do filme The Chamber e segundo álbum de estúdio do cantor James Dean Bradfield, vocalista da banda de rock Manic Street Preachers. Lançado pela Columbia Records em março de 2017, reuniu faixas instrumentais.

## Faixas
1. "Uncertain Riptide"
2. "Good To Go"
3. "Tension Leading To Takeover"
4. "Prime Explosion Breach"
5. "So What About Getting Out"
6. "Death To Dislocation"
7. "Fury Of Abandonment"
8. "Red Reveals"
9. "Hatched"
10. "Desert Or Depths"
11. "Red Struggle"
12. "Red Sole Survivor"
13. "Alice Endless Ocean"
14. "Depth Charge"
15. "Gathering Riptides"
16. "Depth To Floatation"